# Persone di nome Antônio
| Questa pagina contiene informazioni ricavate automaticamente dalle voci biografiche con l'ausilio del template Bio e di un bot. L'aggiornamento è periodico e automatico e ricostruisce completamente la pagina. Se manca una persona in questa lista, sei pregato di non aggiungerla, ma accertati piuttosto che la sua voce biografica contenga il template Bio e che i dati anagrafici siano correttamente compilati. Se il template Bio manca, inseriscilo tu stesso o, in alternativa, metti l'avviso {{tmp\|Bio}} che ne segnala la mancanza. Se i dati riportati sono sbagliati, correggi direttamente la voce biografica; le modifiche saranno visibili in questa lista entro pochi giorni. Per chiarimenti vedi il progetto antroponimi. La lista contiene solo le 72 persone che sono citate nell'enciclopedia e per le quali è stato implementato correttamente il template Bio. Pagina aggiornata al 16 ott 2024. |

Questa è una lista di persone presenti nell'enciclopedia che hanno il prenome Antônio, suddivise per attività principale.

## Allenatori di calcio(9)
- Antônio Carlos André, allenatore di calcio e ex calciatore brasiliano (Graça, n. 1958)
- Toninho Cerezo, allenatore di calcio e ex calciatore brasiliano (Belo Horizonte, n. 1955)
- Antônio Dumas, allenatore di calcio brasiliano (Santo André, n. 1955 - Conakry, † 2019)
- Antônio Lopes, allenatore di calcio e ex calciatore brasiliano (Rio de Janeiro, n. 1941)
- Antônio José Rondinelli Tobias, allenatore di calcio e ex calciatore brasiliano (São José do Rio Preto, n. 1955)
- Antônio dos Santos Nascimento, allenatore di calcio e calciatore brasiliano (Paraopeba, n. 1939 - Rio Claro, † 2018)
- Toninho Barroso, allenatore di calcio brasiliano (Rio de Janeiro, n. 1951)
- Antônio Carlos Zago, allenatore di calcio e ex calciatore brasiliano (Presidente Prudente, n. 1969)
- Antônio Carlos dos Santos, allenatore di calcio e ex calciatore brasiliano (Guaíra, n. 1979)

## Allenatori di pallacanestro(2)
- Antônio Carlos Barbosa, allenatore di pallacanestro brasiliano (Bauru, n. 1945)
- Antônio Carlos Vendramini, allenatore di pallacanestro brasiliano (Fernandópolis, n. 1950)

## Arbitri di calcio(1)
- Antônio Pereira da Silva, ex arbitro di calcio brasiliano (Goiânia, n. 1957)

## Architetti(1)
- Antônio Pereira de Sousa Calheiros, architetto portoghese (Braga)

## Arcivescovi cattolici(1)
- Antônio Muniz Fernandes, arcivescovo cattolico brasiliano (Princesa Isabel, n. 1952)

## Artisti marziali misti(3)
- Antônio Rodrigo Nogueira, artista marziale misto brasiliano (Vitória da Conquista, n. 1976)
- Antônio Rogério Nogueira, artista marziale misto e ex pugile brasiliano (Vitória da Conquista, n. 1976)
- Antônio Silva, artista marziale misto brasiliano (Brasília, n. 1979)

## Attori(2)
- Antônio Abujamra, attore e regista televisivo brasiliano (Ourinhos, n. 1932 - San Paolo, † 2015)
- Antônio Fagundes, attore e doppiatore brasiliano (Rio de Janeiro, n. 1949)

## Calciatori(28)
- Antônio Ariosto de Barros Perlingeiro, calciatore brasiliano (Santo Antônio de Pádua, n. 1928 - Niterói, † 2010)
- Antônio Carlos Capocasali, calciatore brasiliano (Rio de Janeiro, n. 1993)
- Careca, ex calciatore brasiliano (Araraquara, n. 1960)
- Felipinho, calciatore brasiliano (Boa Vista, n. 2001)
- Coutinho, calciatore e allenatore di calcio brasiliano (Piracicaba, n. 1943 - Santos, † 2019)
- Antônio Dias dos Santos, calciatore brasiliano (Vera Cruz, n. 1948 - Salvador, † 1999)
- Nininho, calciatore brasiliano (Campinas, n. 1923 - Campinas, † 1997)
- Antônio Géder, ex calciatore brasiliano (Recreio, n. 1978)
- Antônio Rinaldo Gonçalves, ex calciatore brasiliano (Campina Grande, n. 1966)
- Antônio Lima dos Santos, ex calciatore brasiliano (São Sebastião do Paraíso, n. 1942)
- Marquinhos Paraná, ex calciatore brasiliano (Recife, n. 1977)
- António Mendonça, ex calciatore angolano (Luanda, n. 1982)
- Antônio Monteiro Dutra, ex calciatore brasiliano (Duque Bacelar, n. 1973)
- Antônio Rodrigues Filho, ex calciatore brasiliano (Rio Grande, n. 1950)
- Antônio Josenildo Rodrigues de Oliveira, calciatore brasiliano (Carnaúba dos Dantas, n. 1997)
- Sinha, ex calciatore brasiliano (Itajá, n. 1976)
- Tonho, ex calciatore brasiliano (Criciúma, n. 1957)
- Antônio Luís da Costa, ex calciatore brasiliano (Pernambuco)
- Toninho Carlos, ex calciatore brasiliano (Lins, n. 1963)
- Toninho Guerreiro, calciatore brasiliano (Bauru, n. 1942 - San Paolo, † 1990)
- Toninho Quintino, ex calciatore brasiliano (Florianópolis, n. 1952)
- Zezé, calciatore brasiliano (Muriaé, n. 1957 - Recreio, † 2008)
- Antonio Cleilson da Silva Feitosa, ex calciatore brasiliano (Fortaleza, n. 1987)
- Antônio da Silva, ex calciatore brasiliano (Rio de Janeiro, n. 1978)
- Antônio Benedito da Silva, ex calciatore brasiliano (Campinas, n. 1965)
- Antônio Carlos dos Santos Aguiar, ex calciatore brasiliano (Rio de Janeiro, n. 1983)
- Antônio Flávio, ex calciatore brasiliano (Brejinho de Nazaré, n. 1987)
- Toninho dos Santos, ex calciatore brasiliano (Ivaiporã, n. 1965)

## Cantanti(2)
- Moraes Moreira, cantante, musicista e compositore brasiliano (Ituaçu, n. 1947 - Rio de Janeiro, † 2020)
- Tom Zé, cantante, compositore e polistrumentista brasiliano (Irará, n. 1936)

## Cestisti(3)
- Antônio Luiz de Barros Nunes, cestista brasiliano (n. 1909 - Rio de Janeiro, † 1982)
- Antônio Salvador Sucar, cestista brasiliano (Lules, n. 1939 - San Paolo, † 2018)
- Antônio José Nogueira Santana, ex cestista brasiliano (Brasilia, n. 1972)

## Chitarristi(1)
- Toninho Horta, chitarrista e compositore brasiliano (Belo Horizonte, n. 1948)

## Compositori(2)
- Antônio Francisco Braga, compositore brasiliano (Rio de Janeiro, n. 1868 - Rio de Janeiro, † 1945)
- Antônio Carlos Gomes, compositore brasiliano (Campinas, n. 1836 - Belém, † 1896)

## Dirigenti sportivi(1)
- Juninho Pernambucano, dirigente sportivo e ex calciatore brasiliano (Recife, n. 1975)

## Militari(1)
- Antônio Moreira César, militare brasiliano (Pindamonhangaba, n. 1850 - Canudos, † 1897)

## Musicisti(1)
- Antônio Carlos Jobim, musicista, compositore e cantante brasiliano (Rio de Janeiro, n. 1927 - New York, † 1994)

## Pallanuotisti(1)
- Antônio Jacobina Filho, pallanuotista brasiliano (Rio de Janeiro, n. 1906 - Rio de Janeiro, † 1994)

## Pallavolisti(2)
- Antônio Gouveia, ex pallavolista e ex giocatore di beach volley brasiliano (Rio Branco, n. 1965)
- Antônio Carlos Gueiros Ribeiro, ex pallavolista brasiliano (Rio de Janeiro, n. 1957)

## Poeti(2)
- Antônio de Castro Alves, poeta brasiliano (Muritiba, n. 1847 - Salvador, † 1871)
- Antônio Gonçalves Dias, poeta, drammaturgo e insegnante brasiliano (Caxias, n. 1823 - Guimarães, † 1864)

## Politici(3)
- Antônio Aureliano Chaves de Mendonça, politico brasiliano (Três Pontas, n. 1929 - Itajubá, † 2003)
- Hamilton Mourão, politico brasiliano (Porto Alegre, n. 1953)
- Antônio José da Silva Filho, politico, ex calciatore e allenatore di calcio brasiliano (Olinda, n. 1959)

## Religiosi(1)
- Antônio Conselheiro, religioso brasiliano (Quixeramobim, n. 1830 - Canudos, † 1897)

## Showgirl e showman(1)
- Gugu Liberato, showman, cantante e attore brasiliano (San Paolo, n. 1959 - Orlando, † 2019)

## Vescovi cattolici(4)
- Antônio Fernando Brochini, vescovo cattolico brasiliano (Rio Claro, n. 1946 - Uberlândia, † 2024)
- Antônio de Aragão Campelo, vescovo cattolico brasiliano (Garanhuns, n. 1904 - Araripina, † 1988)
- Antônio Batista Fragoso, vescovo cattolico e teologo brasiliano (Teixeira, n. 1920 - João Pessoa, † 2006)
- Antônio de Castro Mayer, vescovo cattolico brasiliano (Campinas, n. 1904 - Campos, † 1991)